# 넥슨 카트라이더 14차리그
넥슨 카트라이더 14차리그는 넥슨이 주최 및 주관한 카트라이더 14번째 리그이다. 리그 표어는 "새로운 레전드의 탄생"이다.

## 개요

### 일정
- 예선
  - 온라인 예선 : 2011년 9월 8일 ~ 2011년 9월 21일
  - 오프라인 예선 : 2011년 9월 24일, 오전 11:00

- 본선
  - 1주차 (9/29) : 1Round A, B조 1차 예선
  - 2주차 (10/6) : 1Round C, D조 1차 예선
  - 3주차 (10/13) : 1Round A, B조 2차 예선
  - 4주차 (10/20) : 1Round C, D조 2차 예선
  - 5주차 (10/27) : 2Round 패자전
  - 6주차 (11/3) : 2Round 승자전
  - 7주차 (11/10) : 패자 부활전
  - 8주차 (11/17) : Final

### 경기장
- 오프라인 예선 : 신도림 테크노마트 3층 인텔e-Stadium
- 결승전 : 용산 이스포츠 스타디움

### 진행 방식
- 오프라인 예선
  - 오프라인 예선 참가 인원 : ‘14차 리그 온라인 예선 그랑프리’ 상위 179명 및 오프라인 예선 시드자 13명을 포함한 총 192명
- 오프라인 예선 및 리그 본선 시드
  - 13차 리그 상위 1위 ~ 3위 총 3명 본선 시드 부여
  - 13차 리그 상위 4위 ~ 8위, Team Spirit 4강 진출자 총 13명 오프라인 예선 시드 배정
  - 본선 시드 포기자 발생 시 오프라인 예선 본선 진출자 추가 선발
  - 오프라인 예선 시드 포기자 발생 시 온라인 예선 상위 순위로 추가 선발

| 경기           | 내용                                                | 경기 방식                  | 상세 내용 |
| -------------- | --------------------------------------------------- | -------------------------- | --- |
| 1라운드 예선   | 8명씩 4개 조 1차전, 2차전 예선                      | 50Point 선취 서바이벌 방식 | 예선 1, 2차전 포인트 합산 최고득점 1, 2위 6주차 2 Round 승자전 진출 예선 1, 2차전 포인트 합산 차득점 3, 4위 5주차 2 Round 패자전 진출 |
| 2라운드 승자전 | 1라운드 각 조 예선 1,2위 8명 승자전 경기            | 70Point 선취 서바이벌 방식 | 상위 1~4위 4명 8주차 Final 진출 하위 5~8위 4명 7주차 패자 부활전 진출                                                                 |
| 2라운드 패자전 | 1라운드 각 조 예선 3,4위 8명 패자전 경기            | 70Point 선취 서바이벌 방식 | 상위 1~4위 4명 7주차 패자 부활전 진출                                                                                                 |
| 패자 부활전    | 2라운드 승자전 5~8위, 패자전 1~4위 패자 부활전 경기 | 70Point 선취 서바이벌 방식 | 상위 1~4위 4명 8주차 Final 진출 |
| Final          | 2라운드 승자전 1~4위, 패자 부활전 1~4위 Final 경기  | 80Point 선취 방식          | |

### 상금
- 총 상금 : 3,000만원

| - 우승(1위) : 1,500만원 - 준우승(2위) : 700만원 - 3위 : 300만원 | - 4위 : 100만원 - 5~8위 : 50만원 - HOT 라이더 : 200만원 |

### 변경된 점
- 기존 112경기에서 114경기로 변경되었다.

### 특이사항
- 문호준, 리그 최초 6회 우승
- 리그 최초로 우승자가 HOT 라이더에 선발되었다.
- 카트바디 사용 제한
  - 동일한 카트 바디 연속 탑승 시 -10점
  - 4대의 카트 바디 전부 탑승 안 했을 시 -10점

카트바디 사용 제한은 10차리그의 문제점을 보완하기 위하여 11차리그에 도입하였다. 사전 총 4대의 카트바디를 선택하여 라운드가 끝나기 전까지 반드시 한 번씩 탑승하고 동일 카트바디 연속 탑승을 금지하는 내용이다.
- HOT 라이더 부문 진행

## 1라운드

### 1차 예선
A조 문호준 5경기 연속1등으로 퍼펙트 기록

| 조  | 1라운드 1차 예선 | 1라운드 1차 예선 | 1라운드 1차 예선 | 1라운드 1차 예선 | 1라운드 1차 예선 | 1라운드 1차 예선 | 1라운드 1차 예선 | 1라운드 1차 예선 | 1라운드 1차 예선 | 1라운드 1차 예선 | 1라운드 1차 예선 | 1라운드 1차 예선 | 1라운드 1차 예선 | 1라운드 1차 예선 | 1라운드 1차 예선 | 1라운드 1차 예선 |
| A조 | 문호준           | 50               | 이중대           | 21               | 박종근           | 17               | 박인재           | 16               | 조성제           | 13               | 안기준           | 9                | 최영욱           | 5                | 이지우           | 4                |
| B조 | 유영혁           | 54               | 박현호           | 29               | 원상원           | 22               | 김경훈           | 16               | 김택환           | 13               | 박정렬           | 12               | 배종훈           | 2                | 박민수           | 0                |
| C조 | 전대웅           | 50               | 문명주           | 44               | 이요한           | 36               | 신하늘           | 30               | 오찬호           | 15               | 김승태           | 8                | 소재현           | 0                | 김동환           | -1               |
| D조 | 노진철           | 56               | 이중선           | 48               | 박준혁           | 45               | 최영훈           | 30               | 김광래           | 23               | 김현민           | 21               | 박도형           | 9                | 최영민           | -6               |

### 2차 예선
| 조  | 1라운드 2차 예선 | 1라운드 2차 예선 | 1라운드 2차 예선 | 1라운드 2차 예선 | 1라운드 2차 예선 | 1라운드 2차 예선 | 1라운드 2차 예선 | 1라운드 2차 예선 | 1라운드 2차 예선 | 1라운드 2차 예선 | 1라운드 2차 예선 | 1라운드 2차 예선 | 1라운드 2차 예선 | 1라운드 2차 예선 | 1라운드 2차 예선 | 1라운드 2차 예선 |
| A조 | 문호준           | 57               | 박인재           | 29               | 조성제           | 22               | 최영욱           | 21               | 박종근           | 21               | 안기준           | 16               | 이중대           | 15               | 이지우           | 8                |
| B조 | 유영혁           | 53               | 박정렬           | 26               | 박현호           | 21               | 김경훈           | 19               | 원상원           | 17               | 박민수           | 16               | 배종훈           | 5                | 김택환           | -5               |
| C조 | 전대웅           | 50               | 신하늘           | 42               | 이요한           | 41               | 김승태           | 37               | 문명주           | 37               | 오찬호           | 19               | 김동환           | 11               | 소재현           | -2               |
| D조 | 이중선           | 50               | 최영훈           | 42               | 노진철           | 39               | 최영민           | 37               | 박준혁           | 27               | 김현민           | 18               | 김광래           | 12               | 박도형           | 10               |

### 최종 점수
| 조  | 1라운드 예선 점수 합산 | 1라운드 예선 점수 합산 | 1라운드 예선 점수 합산 | 1라운드 예선 점수 합산 | 1라운드 예선 점수 합산 | 1라운드 예선 점수 합산 | 1라운드 예선 점수 합산 | 1라운드 예선 점수 합산 | 1라운드 예선 점수 합산 | 1라운드 예선 점수 합산 | 1라운드 예선 점수 합산 | 1라운드 예선 점수 합산 | 1라운드 예선 점수 합산 | 1라운드 예선 점수 합산 | 1라운드 예선 점수 합산 | 1라운드 예선 점수 합산 |
| A조 | 문호준                 | 107                    | 박인재                 | 45                     | 박종근                 | 38                     | 이중대                 | 36                     | 조성제                 | 35                     | 최영욱                 | 26                     | 안기준                 | 25                     | 이지우                 | 12                     |
| B조 | 유영혁                 | 107                    | 박현호                 | 50                     | 원상원                 | 39                     | 박정렬                 | 38                     | 김경훈                 | 35                     | 박민수                 | 16                     | 김택환                 | 8                      | 배종훈                 | 7                      |
| C조 | 전대웅                 | 100                    | 문명주                 | 81                     | 이요한                 | 77                     | 신하늘                 | 72                     | 김승태                 | 45                     | 오찬호                 | 34                     | 김동환                 | 10                     | 소재현                 | -2                     |
| D조 | 이중선                 | 98                     | 노진철                 | 95                     | 박준혁                 | 72                     | 최영훈                 | 72                     | 김현민                 | 39                     | 김광래                 | 35                     | 최영민                 | 31                     | 박도형                 | 19                     |

## 2라운드

### 패자전
| 2라운드 패자전 |    |        |    |        |    |        |    |        |    |        |    |        |    |        |    |
| 이요한         | 77 | 신하늘 | 70 | 박종근 | 69 | 이중대 | 63 | 박정렬 | 55 | 원상원 | 47 | 최영훈 | 40 | 박준혁 | 34 |

### 승자전
| 2라운드 승자전 |    |        |    |        |    |        |    |        |    |        |    |        |    |        |    |
| 문호준         | 79 | 유영혁 | 58 | 전대웅 | 58 | 이중선 | 50 | 노진철 | 40 | 박인재 | 37 | 문명주 | 15 | 박현호 | 14 |

## 패자 부활전
| 패자 부활전 |    |        |    |        |    |        |    |        |    |        |    |        |    |        |    |
| 박인재      | 70 | 이중대 | 59 | 신하늘 | 53 | 노진철 | 50 | 이요한 | 46 | 박종근 | 36 | 문명주 | 30 | 박현호 | 26 |

## FINAL
| FINAL  |    |        |    |        |    |        |    |        |    |        |    |        |    |        |    |
| 문호준 | 89 | 전대웅 | 45 | 노진철 | 36 | 이중대 | 31 | 박인재 | 30 | 신하늘 | 28 | 유영혁 | 26 | 이중선 | 12 |

## 대회 결과
- 우승 : 문호준
- 준우승 : 전대웅
- 3위 : 노진철

- HOT 라이더 : 문호준

## 중계진
- 캐스터 : 전용준
- 해설 : 정준
- 카트바디 소개 : 김대겸